# Frances (film)
Frances är en amerikansk biografisk film från 1982 i regi av Graeme Clifford. I titelrollen som Frances Farmer ses Jessica Lange och i övriga huvudroller Kim Stanley och Sam Shepard.

## Om filmen
Filmen hade Sverigepremiär den 20 januari 1984.

## Rollista i urval
- Jessica Lange – Frances Farmer
- Kim Stanley – Lillian Van Ornum Farmer
- Sam Shepard – Harry York
- Bart Burns – Ernest Farmer
- Allan Rich – Mr Bebe
- Jonathan Banks – liftare
- Jeffrey DeMunn – Clifford Odets
- Bonnie Bartlett – studiostylist
- James Brodhead – polis
- Jane Jenkins – dam på Roosevelt Hotel
- Jordan Charney – Harold Clurman
- Rod Colbin – domare
- Daniel Chodos – regissör 'No Escape'
- Donald Craig – Ralph Edwards
- Sarah Cunningham – Alma Styles
- Lee de Broux – regissör 'Flowing Gold'
- Kevin Costner – Luther (ej krediterad)
- Zelda Rubinstein – mentalpatient
- Anjelica Huston – mentalpatient
- Pamela Gordon – mentalpatient